# Río Esequibo
El río Esequibo (en inglés: Essequibo River; originalmente llamado Río Dulce por Alonso de Ojeda) es uno de los ríos más largos y caudalosos de América del Sur que desemboca en el océano Atlántico y discurre entre Guyana de sur a norte y del que algunos de sus afluentes llegan del noreste de Venezuela. Tiene el segundo estuario más grande del continente, después del Río de la Plata.
El río nace en las montañas de Acarai cerca de la frontera entre Brasil y Guyana, fluye al norte durante 1000 kilómetros pasando por la selva y sabanas, para desembocar en el océano Atlántico. Hay abundantes rápidos y cascadas a lo largo del río Esequibo debidos a la orografía irregular del macizo de las Guayanas, y su estuario de 20 km de ancho está salpicado por numerosas islas, entre las que destacan Hog (57 km²), Leguán (47 km²) y Guaquenám (44 km²).

## Historia
El río Esequibo fue visto por los españoles en 1498, durante el tercer viaje de Cristóbal Colón, y fue el tripulante de una de las naves, Juan de Esquivel, lugarteniente de Diego Colón, hijo del Almirante, quien realizó exploraciones por las bocas del Orinoco y quien descubrió el Esequibo. Con el viaje de Alonso de Ojeda en 1499 se le denominó posteriormente Esequibo como una derivación del apellido de su descubridor. En 1591 los españoles fundan un fuerte en la orilla del río Esequibo, en la confluencia del río Cuyuní y el río Mazaruni. Así, el primer establecimiento europeo en la región de las Guayanas fue construido por España a lo largo del curso inferior del río Esequibo en 1614. Los colonos permanecían en términos relativamente amistosos con la población nativa del área, estableciendo plantaciones de caña de azúcar y cacao en la cuenca del río.
En 1621 los neerlandeses ocupan la región oriental del río Esequibo y mediante la compañía Neerlandesa de las Indias Occidentales desarrollan el cultivo de la caña de azúcar y el algodón. Límites de los territorios españoles en la Guayana: por el norte, desde el río Esequibo hasta el río Orinoco, y de allí a su confluencia con el río Apure. Por el sur: con los territorios ocupados por Portugal. Por el este: con la Guayana Neerlandesa, y por el oeste: el Nuevo Reino de Granada. En 1623, la posesión española de la Guayana fue perturbada momentáneamente por los holandeses, quienes invadieron la región al oeste del río Esequibo a pesar de ser súbditos de España, o más bien, debido a ello. De acuerdo al tratado de Münster firmado en 1648, se establece definitivamente al río Esequibo como el límite entre el Nuevo Reino de Granada y la Guayana Neerlandesa.

## Reclamación territorial
Venezuela considera que es «de derecho» la frontera natural según el divortium aquarum que delimita la margen oriental de ese país[cita requerida] con la Guyana, aunque por la disputa territorial existente entre ambos países por la soberanía de la Guayana Esequiba, es «De facto» administrado y ocupado en su mayor parte por Guyana, antigua Guayana británica.